# Orchipedum wenzelii
Orchipedum wenzelii är en orkidéart som först beskrevs av Oakes Ames, och fick sitt nu gällande namn av Johannes Jacobus Smith. Orchipedum wenzelii ingår i släktet Orchipedum och familjen orkidéer. Inga underarter finns listade i Catalogue of Life.